# Einmal sehen wir uns wieder
«Einmal Sehen Wir Uns Wieder» (Traducción en español: "Nos veremos otra vez") fue la canción alemana en el Festival de la Canción de Eurovisión 1961, interpretada en alemán con un verso en francés por Lale Andersen.
La canción fue interpretada octava en la noche (después de Lill-Babs de Suecia con "April, April" y antes de Jean-Paul Mauric de Francia con "Printemps, avril carillonne". Al cierre de la votación obtuvo 3 puntos ubicándose en 13.eɽ lugar de 16.
La canción es una balada, con Andersen despidiendo a su amante y prometiéndole que se verán otra vez, "tal vez...el próximo año".
Fue seguida como representante alemana en el festival del 62 por Conny Froboess con "Zwei kleine Italiener".
| Predecesor: "Bonne nuit ma chérie" Wyn Hoop | Alemania en el Festival de Eurovisión 1961 | Sucesor: "Zwei kleine Italiener" Conny Froboess |

- Datos: Q3364914